# پوپاری
پوپاری (به بلغاری: Popari) یک منطقهٔ مسکونی در بلغارستان است که در شهرستان گابروو واقع شده‌است.